# جنبش اصلاحگرا
جنبش اصلاحگرا یا جنبش رفورمیست نوعی از جنبش اجتماعی است که هدف آن کمک به تغییر وضعیت موجود وبهبود آن از طریق تغییرات تدریجی در بخش‌هایی از جامعه به جای تغییرات سریع و رادیکال است. جنبش اصلاحگرا از دیگر جنبش‌های رادیکال مانند جنبش انقلابی قابل تمایز است. زمینه‌های این جنبش در ایده‌های لیبرالیسم پایه ریزی شده‌اند. نمونه‌ای از این نوع جنبش‌ها را می‌توان در گروه‌های کوچک مانند جنبش عدم همکاری به رهبری ماهاتما گاندی که موجب دگرگونی اجتماعی و خود کفایی اقتصادی شد یافت. در مقابل جنبشهای ارتجاعی می‌توانند باعث پس رفت و بازگشت به وضعیت قبل از اصلاحات شوند یا جلوی پیشرفت جنبشهای اصلاحگرا را بگیرند.